# 中国四大名园
中国的四大名园是指四座极具地方文化代表性的中国古典园林，为中华人民共和国国务院公布的第一批全国重点文物保护单位中仅有的四座中国古典园林，它们被公认为中国最优秀的园林建筑。

## 历史
北有北京、承德的皇家园林，南有苏州的私家园林，它们被公认为中国最优秀的园林建筑。分别是：

## 列表
- 江苏苏州拙政园 编号121-74
- 北京颐和园 编号122-75
- 河北承德避暑山庄 编号123-76
- 江苏苏州留园 编号124-77